# Virginie Vertonghen
Virginie Vertonghen, née le 22 avril 1976 à Namur, est une dessinatrice belge spécialisée dans les livres pour enfants et sculptrice d'étain.

## Biographie
Virginie Vertonghen naît le 22 avril 1976 à Namur. Elle passe par les beaux-arts de cette ville ainsi que par l'École supérieure des arts Saint-Luc de Liège. Elle illustre dans les années 2000 des livres pour la jeunesse dont cinq avec des textes de Christian Merveille publiés aux éditions Mijade, puis des bandes dessinées, travaillant, de 2008 à 2011, sur La Vavache, une bande dessinée pour les tout petits, sans bulle et sans texte, dans la collection « Puceron » aux éditions Dupuis, sur un scénario de Carine De Brab,,.
Depuis, elle est sculptrice d'étain. 

### Vie privée
Elle réside à Éghezée en 2010, puis Waterloo en 2023. Elle est mariée à Antonio Lapone,.

## Publications

### Livres jeunesse illustrés
- Christian Merveille, Ne sors pas, petit cochon !, Namur, Mijade, 2000  (ISBN 2871420351).
- Christian Merveille, Et alors, le loup ?, Namur, Mijade, 2001  (ISBN 2871423032).
- Christian Merveille, Mais pourquoi le bœuf ?, Namur, Mijade, 2002  (ISBN 2871423369).
- Christian Merveille, C'est moi maman !, Namur, Mijade, 2006  (ISBN 2871424985).
- Christian Merveille, C'est moi papa !, Namur, Mijade, 2006  (ISBN 2871424934).

### Bande dessinée jeunesse
La Vavache
- 1. Plif ! Plaf ! Plouf ![13], Dupuis, coll. « Puceron », Marcinelle, février 2008
Scénario : Carine De Brab - Dessin : Virginie Vertonghen - Couleurs : Veerle Swinnen -  (ISBN 978-2-8001-4153-4)
- 2. Tagada tsoin tsoin, Dupuis, coll. « Puceron », Marcinelle, septembre 2008
Scénario : Carine De Brab - Dessin : Virginie Vertonghen - Couleurs : Veerle Swinnen -  (ISBN 978-2-8001-4154-1)
- 3. Cousin pinpin, Dupuis, coll. « Puceron », Marcinelle, 3 avril 2009
Scénario : Carine De Brab - Dessin : Virginie Vertonghen - Couleurs : Veerle Swinnen -  (ISBN 978-2-8001-4393-4)
- 4. Le Mourf, Dupuis, coll. « Puceron », Marcinelle, 12 février 2010
Scénario : Carine De Brab - Dessin : Virginie Vertonghen - Couleurs : Veerle Swinnen -  (ISBN 978-2-8001-4675-1)
- 5. Râ, Dupuis, coll. « Puceron », Marcinelle, 4 février 2011
Scénario : Carine De Brab - Dessin : Virginie Vertonghen - Couleurs : Cristina Stella -  (ISBN 978-2-8001-4959-2)

Le Trésor de Marcinelle

#### Collectifs
- Folklore wallon en bulles[15], Dricot, Bressoux, février 2010
Scénario : collectif - Dessin : collectif dont Virginie Vertonghen -  (ISBN 978-2-87095-389-1)Présentation de 31 groupes folkloriques par Francis Carin, Michel Constant, Jacques Denoël, Daniel Desorgher, Didgé, Bruno Di Sano, Hachel, Marc Hardy, Antonio Lapone, Claude Laverdure, Malik, Alain Maury, Peral, Michel Pierret, Jean-Claude Servais, Alain Sikorski, Jean-Marc Stalner, Stibane, André Taymans, Georges Van Linthout, Marco Venanzi, François Walthéry et Marc Wasterlain.

### Vidéographie
- [vidéo] « WBDF ... Virginie Vertonghen donne vie aux NemoS de la BD », sur YouTube